# Marek Zúbek
Marek Zúbek (5 agosto 1975) è un ex calciatore ceco, di ruolo centrocampista.

## Palmarès

### Individuale
- Talento ceco dell'anno: 1

1996